# Megatritheca grossedenticulata
Megatritheca grossedenticulata är en malvaväxtart som först beskrevs av Pierre Henri Hippolyte Bodard och Pellegr., och fick sitt nu gällande namn av Cristobal. Megatritheca grossedenticulata ingår i släktet Megatritheca och familjen malvaväxter. Inga underarter finns listade i Catalogue of Life.